# Vleeshuis
Vleeshuis (letteralmente casa delle carni, sede della gilda dei macellai dal XVI al XVIII secolo) è il nome di una delle storiche e caratteristiche costruzioni della città fiamminga di Anversa, in Belgio. Oggi è la sede del Museo di archeologia e arti applicate.

## Storia e descrizione

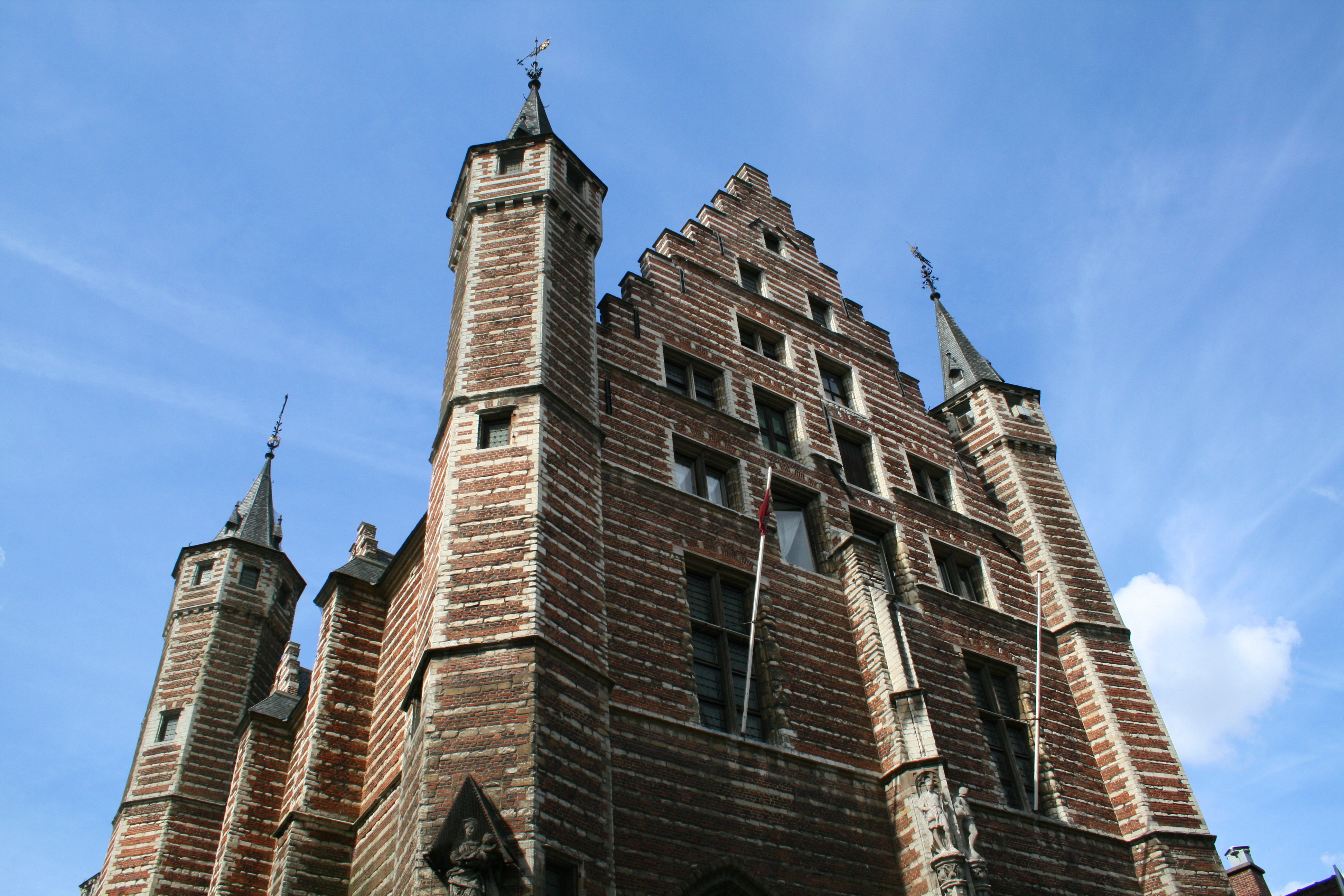

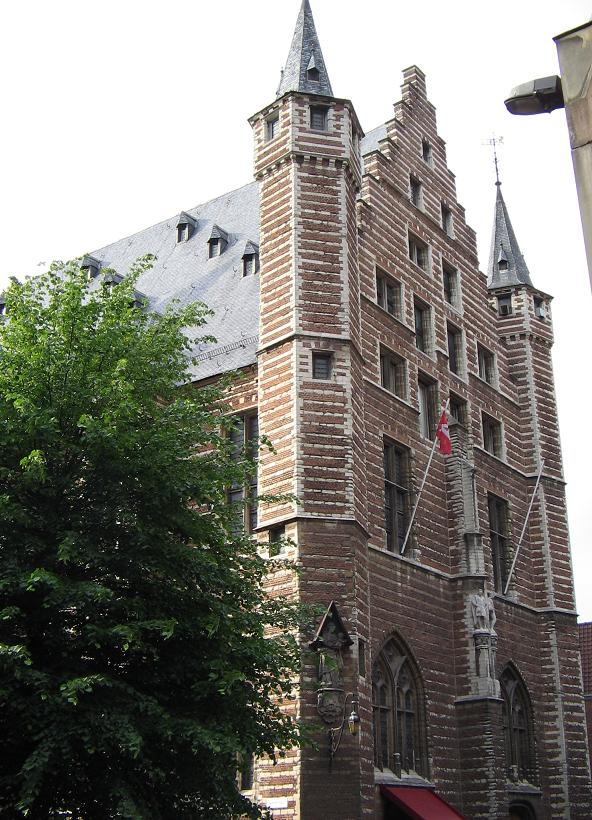

Nel Medioevo sorsero già degli edifici atti a riparare i fornitori e commercianti di carni. Nel 1250 venne costruito il primo Vleeshuis in questa zona, vicino allo Steen, la fortezza di Anversa, e non lontano dalla Schelda; specifico per la macellazione e vendita del bestiame.
Intorno al 1500 l'edificio divenne troppo piccolo, così la Corporazione dei macellai ha decise di costruire un nuovo mercato, vicino a quello del bestiame. Il nuovo edificio doveva fornire lo spazio per 62 macellai, sale riunioni e magazzini. Il grande architetto cittadino Herman de Waghemakere ha progettato l'edificio che venne costruito tra il 1501 e il 1504. Si tratta di un edificio tardo gotico eretto in mattoni rossi e pietra arenaria bianca composti in assise alternate bianche rosse; sormontato da enorme tetto e rinserrato fra torrette scalari ottagonali e contrafforti. L'interno si sviluppa su due superbi saloni sovrapposti, di 50 x 18 metri, divisi in due navate, che occupa il corpo principale, e altri quattro piani nel sottotetto.
Durante l'occupazione francese, nel 1793, le Corporazioni vengono abolite e il Vleeshuis viene destinato a deposito.
Dopo il 1830 vari artisti s'insediarono nell'edificio, aprendovi uno studio, tra i quali vi risiedette il pittore Nicaise de Keyser.
La commissione provinciale per la conservazione ha poi deciso allora di istituirvi il Museo di archeologia e arti applicate, che vide la completa ristrutturazione edilizia e nel 1913 l'apertura del museo.
Il Museo espone una collezione di bronzi, ceramiche, l'iconografie, l'architetture, interni e strumenti musicali.